# Marian Drăgulescu
Marian Drăgulescu (Bucareste, 18 de Dezembro de 1980) é um ginasta romeno que compete em provas de ginástica artística. 
Marian fez parte da equipe romena que disputou os Jogos Olímpicos de Pequim, em 2008 China, não conquistando nenhuma medalha.

## Carreira
Marian começou na ginástica aos oito anos de idade, aos quatorze já competia na equipe nacional juvenil. Em 1998, o ginasta aos dezoito anos, conquistou seu primeiro título internacional, o ouro no cavalo com alças, durante o Campeonato Europeu Júnior. No ano de 2000, participando do Campeonato Europeu de Bremen, conquistou a medalha de bronze no concurso geral, a prata por equipes, e o ouro no solo. No mesmo ano, em sua primeira aparição olímpica, nos Jogos Olímpicos de Sydney, o ginasta foi sexto por equipes, e no salto, e 13º no evento geral individual.
Em 2001, no Campeonato Mundial de Gante, Marian foi sexto por equipes, nono no geral, e medalhista de ouro no salto e solo, empatado com o búlgaro Jordan Jovtchev. No ano posterior, participou do Campeonato Europeu de Patras, sendo medalhista de ouro no salto e por equipes, e bronze no solo. Em 2003, o ginasta participou do Campeonato Mundial de Anaheim, terminando em quinto por equipes, sexto no geral e quarto no solo.
Classificado para os Jogos Olímpicos de Atenas, o ginasta foi oitavo no geral, bronze por equipes e no salto, e prata no solo. Após a realização do evento, o ginasta participou do Campeonato Mundial de Melbourne, conquistando a medalha de ouro salto. Ainda em 2005, na etapa de Paris, da Copa do Mundo, Marian foi ouro no salto e solo, seus principais aparelhos. No Campeonato Europeu de Debrecen, o ginasta foi medalhista de ouro nos exercícios de solo.
Em 2006, o ginasta participou de mais uma etapa de Copa do Mundo, terminando com o ouro no salto e solo. No Campeonato Mundial de Aarhus, foi medalhista de ouro no salto e solo, além de oitavo na barra fixa, e sexto por equipes. Na edição grega do Campeonato Europeu, o ginasta foi novamente ouro no salto, e prata por equipes e solo, atrás do russo Anton Golotsutskov, medalhista de ouro. No ano posterior, no Campeonato Europeu de Amsterdã, o ginasta só terminou em sétimo no solo, e quinto no salto. Em sua terceira aparição olímpica, nos Jogos Olímpicos de Pequim, o ginasta conquistou a sétima colocação por equipes, Classificado para a final do salto e solo, o ginasta não conquistou medalhas. Na final do salto, terminou em quarto, após sofrer uma queda. No solo, terminou em sétimo, onde novamente caiu em sua execução.
Após a realização dos Jogos, anunciou sua aposentadoria do desporto, aos 28 anos, por problemas crônicos nas costas. Em setembro de 2009, Marian anunciou que voltaria aos tablados, participando do Campeonato Nacional Romeno. No mês seguinte, no Campeonato Mundial de Londres, o ginasta conquistou a medalha de ouro em seus dois principais aparelhos: salto e solo, em ambos o ginasta tornou-se tetracampeão mundial.

## Principais resultados
| Ano  | Evento                                    | AA                | Equipe            | Solo              | Cavalo com alças | Argolas | Salto sobre o cavalo | Barras paralelas | Barra fixa |
| ---- | ----------------------------------------- | ----------------- | ----------------- | ----------------- | ---------------- | ------- | -------------------- | ---------------- | ---------- |
| 1998 | Campeonato Europeu Júnior                 |                   |                   |                   | Medalha de ouro  |         |                      |                  |            |
| 1999 | Campeonato Mundial de Ginástica Artistica | 26º               | 9º                |                   |                  |         | 4º                   |                  | 8º         |
| 2000 | Copa do Mundo - Glasgow                   |                   |                   | 5º                |                  |         | Medalha de ouro      |                  |            |
| 2000 | Jogos Olímpicos                           | 13º               |                   | 6º                |                  |         | 13º                  |                  |            |
| 2000 | Campeonato Europeu                        | Medalha de bronze |                   | Medalha de ouro   |                  |         | 6º                   |                  |            |
| 2001 | Campeonato Mundial de Ginástica Artística | 9º                | 6º                | Medalha de ouro   |                  |         | Medalha de ouro      |                  |            |
| 2002 | Copa do Mundo - Stuttgart                 |                   |                   | Medalha de ouro   |                  |         | Medalha de bronze    |                  |            |
| 2002 | Campeonato Mundial de Ginástica Artística |                   |                   | Medalha de ouro   |                  |         | 7º                   |                  |            |
| 2002 | Campeonato Europeu                        |                   | Medalha de ouro   | Medalha de bronze |                  |         | Medalha de ouro      |                  |            |
| 2003 | Campeonato Mundial de Ginástica Artística | 6º                | 5º                | 4º                |                  |         | Medalha de prata     |                  |            |
| 2004 | Jogos Olímpicos                           | 8º                | Medalha de bronze | Medalha de prata  |                  |         | Medalha de bronze    |                  |            |
| 2004 | Campeonato Europeu                        | Medalha de ouro   | Medalha de ouro   | Medalha de ouro   |                  |         | Medalha de ouro      |                  |            |
| 2005 | Campeonato Mundial de Ginástica Artística | 58º               |                   | 7º                |                  |         | Medalha de ouro      |                  | 32º        |
| 2005 | Copa do Mundo - Paris                     |                   |                   | Medalha de ouro   |                  |         | Medalha de ouro      |                  |            |
| 2005 | Campeonato Europeu                        | 82º               |                   | Medalha de ouro   |                  |         |                      |                  |            |
| 2006 | Copa do Mundo - Lyon                      |                   |                   | Medalha de ouro   |                  |         | Medalha de ouro      |                  |            |
| 2006 | Campeonato Mundial de Ginástica Artística |                   | 6º                | Medalha de ouro   |                  |         | Medalha de ouro      |                  | 8º         |
| 2006 | Campeonato Europeu                        |                   | Medalha de prata  | Medalha de prata  |                  |         | Medalha de ouro      |                  |            |
| 2007 | Campeonato Europeu                        |                   |                   | 7º                |                  |         | 5º                   |                  |            |
| 2008 | Jogos Olímpicos                           |                   | 7º                | 7º                |                  |         | 4º                   |                  |            |
| 2009 | Campeonato Mundial de Ginástica Artística |                   |                   | Medalha de ouro   |                  |         | Medalha de ouro      |                  |            |
| 2015 | Campeonato Mundial de Ginástica Artística |                   |                   |                   |                  |         | Medalha de prata     |                  |            |